# Сага древних булгар
«Сага древних булгар» (также известна по рабочему названию «Тёплые ветры древних булгар») — киноэпопея, гепталогия из семи фильмов, незавершённый широкомасштабный исторический кинопроект Булата Мансурова по сценарию Гарая Рахима, посвящённый истории древних тюрок-огуров и их потомков — волжских булгар (впоследствии казанских татар и чувашей), становлению их средневековой государственности и их взаимоотношениям с соседними народами, а также истории соседнего государства Русь от введения христианства и крещения Руси до окончательного становления русского государства.
В 2004—2010 годах были завершены съёмочные периоды шести фильмов гепталогии, а съёмки седьмого не были закончены из-за перебоев в финансировании. По состоянию на 2010 год шесть отснятых фильмов были официально приняты Министерством культуры и им были выданы прокатные удостоверения. Первые три фильма гепталогии также были оцифрованы в формат DVD-9 для выпуска на DVD-дисках.
В 2011 году умер режиссёр Булат Мансуров, и гепталогия оказалась незавершённой.

## Содержание

### Фильмы
Гепталогия «Сага древних булгар» включает в себя семь фильмов:
1. «Сага древних булгар. Сказание Ольги Святой» (2004)[1]
2. «Сага древних булгар. Лествица Владимира Красное Солнышко» (2004)[1]
3. «Сага древних булгар. Сага о любви дочери Чингисхана» (2004)[1]
4. «Сага древних булгар. Сага о Волжской Булгарии» (2005)[1]
5. «Сага древних булгар. Сага о любви Урана и Бояны» (2006)[1]
6. «Сага древних булгар. Сага об Аттиле»
7. «Сага древних булгар. Сага о Кубрате»

## Создание

### Предыстория
В 1992 году на I Всемирном конгрессе татар было принято решение о создании национального татарского кинематографа, поддержанное президентом Татарстана Минтимером Шаймиевым. Булату Мансурову предложили возглавить это дело.

### Идея кинопроекта
Создатели сценариев исторического кинопроекта использовали летописи и труды известных российских и зарубежных ученых, в том числе Б. А. Рыбакова, Д. С. Лихачёва и Л. Н. Гумилёва. В результате созданные истории о жизни различных правителей — от Аттилы и хана Аспаруха до Святослава Игоревича, от Владимира Святого до Чингисхана — должны были охватить огромный период истории евразийских народов. Создателями сюжетов изначально было заявлено, что их главная цель — показать бессмысленность кровавых раздоров между географически связанными этносами.
Кинопроект Булата Мансурова был вначале задуман в составе всего двух фильмов, однако затем, уже в процессе съёмок, идея всё увеличивалась и становилась всё масштабнее, настолько, что режиссёр расширил их количество до шести, и в конце концов проект вырос до целой киноэпопеи из семи фильмов:
1. «Сказание Ольги Святой»
2. «Лествица Владимира Красное Солнышко»
3. «Сага о любви дочери Чингисхана»
4. «Сага о Волжской Булгарии»
5. «Сага о любви Урана и Бояны»
6. «Сага об Аттиле»
7. «Сага о Кубрате»

Первые три фильма должны были составить отдельную кинотрилогию об истории Руси и той роли, которую сыграла в её становлении Волжская Булгария.
Четвёртый фильм — отдельный рассказ об обращении волжских булгар в мусульманскую религию и о заключении союза между Волжской Булгарией и Киевской Русью.
Последние три фильма, по словам режиссёра, можно объединить идеей — «…нельзя убить то, что создано свыше».

### Финансирование
В 1994 году предварительный проект фильма-киноэпопеи был представлен и утвержден под рабочим названием «Тёплые ветры древних булгар». Основные средства в проект «Тёплые ветры древних булгар» вложили Совет министров Татарстана и Международный фонд развития киношкол им. Эйзенштейна.
В создании киноэпопеи также должны были принять участие ряд государств, которые должны были осуществить следующее финансовое участие:
1. Казахстан — 200 тыс. долларов США
2. Туркменистан — 200 тыс. долларов США
3. Узбекистан — 150 тыс. долларов США
4. Италия — 1,3 млн долларов США
5. Египет — 300 тыс. долларов США
6. Турция — 300 тыс. долларов США

Всего: 2,45 млн долларов США
Определенная Булатом Мансуровым общая сметная стоимость киноэпопеи была в размере 28 миллиардов рублей. Доля Государственного комитета Республики Татарстан по кинематографии составила в итоге 16,3 миллиарда рублей.
По информации «Коммерсанта» на конец 1996 года бюджет фильма «Тёплые ветры древних булгар» — $15 млн, на 2007 год — $500 тыс..

### Скандалы
В процессе организации съёмок киноэпопеи вокруг неё не раз разгорались взаимные обвинения, упрёки, скандалы и разбирательства.

…Татгоскино занял абсурдную по своей сути позицию: погубить тот проект, ради которого собственно комитет и создавался, и вокруг которого строилась программа по созданию национальной кинематографии… Считаем, что своими действиями комитет нарушил условия данного договора…
— Из письма членов МФРК имени Эйзенштейна в Кабмин Республики Татарстан (от 5.12.1996)

Как вообще можно говорить о том, что республика не помогает в съемках этого фильма!? Абсурд!.. Впрочем, абсурдно и само затягивание съёмок Булатом Мансуровым. Зачем нужно было ему заявлять в средствах массовой информации, что из-за нехватки средств именитого актера Леонида Куравлева пришлось поселять в университетском общежитии? Во-первых, сам Мансуров живёт в прекрасном коттедже на территории санатория «Казанский». А во-вторых, ну неужели мы не смогли бы сами устроить нашего гостя в нормальных условиях?.. Сколько можно ходить по самым высоким инстанциям и выколачивать деньги у нашего государства. И о каких спонсорах может идти речь, если в контракте все четко оговорено? Наша принципиальная позиция отныне такова — республика платит деньги, а взамен должна получить кинофильм — ленту, которую с удовольствием будут смотреть, по кадрам которой будут изучать историю своего народа наши сыновья и внуки. Этот фильм нам нужен!..
— Эдуард Гущин, заместитель председателя Государственного комитета Республики Татарстан по кинематографии

Да, иногда имели место незначительные задержки с выплатой, но причины были объективными. И нельзя в этом винить наш минфин. В условиях, когда мы были обязаны гасить задолженности по выплате пенсий, заработной платы, фильм, пусть с небольшим опозданием, но все же финансировался! Упрекнуть нас в игнорировании съемок фильма нельзя никоим образом.
— Ильгиз Хайруллин, вице-премьер Республики Татарстан

### Производство и прокат

#### Начальная трилогия
В итоге из отснятого материала «Теплых ветров древних булгар», который по ходу съёмок изменил своё название на «Сагу древних булгар», была вначале смонтирована трилогия:
1. «Сага древних булгар. Сказание Ольги Святой» (2004)[1],
2. «Сага древних булгар. Лествица Владимира Красное Солнышко» (2004)[1],
3. «Сага древних булгар. Сага о любви дочери Чингисхана» (2004)[1].

Все три фильма этой трилогии вышли из производства и были оцифрованы в формат DVD-9.
В 2007 году прошла премьера трилогии в кинотеатрах Москвы, а в марте 2008 года трилогия планировалась к показу по Первому каналу российского телевидения.
Из трёх фильмов трилогии доступен[уточнить] лишь фильм второй - «Лествица Владимира Красное Солнышко». Длительность фильма изначально предполагалась 140 минутам, была изготовлена обложка и DVD-box, однако в последний момент решено было включить также и почти весь дополнительно отснятый материал. В результате фильм увеличился на 40 минут, однако на переделку обложки средств не нашлось. Тираж «Лествицы» вышел строго ограниченным, официальная лицензия так и не была оплачена до конца.
Местонахождение первого и третьего фильмов трилогии неизвестно. В интернете можно увидеть только их постеры.

#### Остальные фильмы
«Сага древних булгар. Сага о Волжской Булгарии» (2005) и «Сага древних булгар. Сага о любви Урана и Бояны» (2006) были полностью отсняты, но из-за финансовых трудностей они, в отличие от предыдущих трёх фильмов, уже не были оцифрованы.
В 2006 году, в Казани, на II Международном кинофестивале мусульманского кино «Золотой минбар» состоялась премьера четвёртого фильма «Сага древних булгар. Сага о Волжской Булгарии». Режиссёр высказал своё сожаление о том, что на этом фестивале его «Сагу о Волжской Булгарии» постигла «печальная участь (её показали в отсутствие жюри)».

Да, с момента решения снять фильм о татарской истории до выхода его на экран прошло 10 лет, однако сам процесс работы над кинополотном занял примерно три года. Причиной стало то, что в процессе производства случались перерывы в финансировании, которые могли длиться год, восемь месяцев… Можно сказать, фильму повезло, что съемки его начались в середине 1990-х, когда кинематографистов ещё не испортили большие деньги. Скажем, бюджет односерийного казахстанского «Кочевника» составил 48 миллионов долларов, а мы с целой киноэпопеей уложились в полтора миллиона долларов. Масштабы несопоставимы. Правда, полностью готовы пока четыре фильма, остальные три можно назвать почти готовыми.
— Булат Мансуров
Копию фильма «Сага древних булгар. Сага о Волжской Булгарии» можно заказать в фильмофонде ГУ «Татаркино».
Последние шестой и седьмой фильмы «Сага древних булгар. Сага об Атилле» и «Сага древних булгар. Сага о Кубрате», как планировал режиссёр, уже в марте 2008 года должны были быть окончательно готовы и пойти в широкий прокат. В Интернете встречаются упоминания о том, что в своё время устраивались просмотры отснятого материала к фильму «Сага древних булгар. Сага об Атилле». Но «Сага древних булгар. Сага о Кубрате», по доступной в интернете информации, до сих пор находится в стадии производства и, возможно, так там и останется.

### Суд
По состоянию на 2010 год были отсняты шесть фильмов, а седьмой не был закончен из-за перебоев в финансировании. По иску Минкультуры к группе создателей киноэпопеи было назначено заседание арбитражного суда.

Всего за три с половиной года мы отсняли материал для семи полнометражных фильмов — за такое в советские годы группе премию давали! Шесть картин официально приняты министерством, им выданы прокатные удостоверения… И вот теперь я попал в совершенно унизительное положение. Написал письма министру культуры Александру Авдееву, председателю СК Никите Михалкову. Последний откликнулся теплым письмом, написал, что дал поручение своим замам по СК Климу Лаврентьеву и Сергею Лазаруку подготовить письмо по поводу моего фильма замминистра Екатерине Чуковской, но пока это не возымело никакого действия. То есть проблема, зародившись в министерстве, туда же и вернулась, круг замкнулся".
— из заявления Булата Мансурова на пресс-конференции, созванной им 13 октября 2010 года.

### Смерть режиссёра
Режиссёр киноэпопеи Булат Мансуров скончался 11 марта 2011 года в возрасте 73 лет, так и не завершив свой задуманный широкомасштабный исторический кинопроект.

Я был так счастлив, когда попал на I конгресс татар. Я так хотел что-то сделать для своего народа, но, к сожалению, не нашёл понимание своих устремлений со стороны соотечественников, и это оставило в моей душе горечь. И все-таки «Сага древних булгар» — это подарок моему народу.
— Булат Мансуров